# Nuoto ai campionati mondiali di nuoto 2022 - 100 metri farfalla femminili
La gara di nuoto dei 100 metri farfalla femminili dei campionati mondiali di nuoto 2022 è stata disputata il 18 e 19 giugno 2022 presso la Duna Aréna di Budapest. Vi hanno preso parte 31 atlete provenienti da 29 nazioni.
La competizione è stata vinta dalla nuotatrice statunitense Torri Huske, mentre l'argento e il bronzo sono andati rispettivamente alla francese Marie Wattel e alla cinese Zhang Yufei.

## Podio
| Posizione | Atleta       | Nazionalità |
| --------- | ------------ | ----------- |
| Oro       | Torri Huske  | Stati Uniti |
| Argento   | Marie Wattel | Francia     |
| Bronzo    | Zhang Yufei  | Cina        |

## Programma
| Data           | Ora (UTC+2) | Turno      |
| -------------- | ----------- | ---------- |
| 18 giugno 2022 | 09:44       | Batterie   |
| 18 giugno 2022 | 18:13       | Semifinali |
| 19 giugno 2022 | 18:10       | Finale     |

## Record
Prima della competizione il record del mondo e il record dei campionati erano i seguenti:
| Record mondiale       | 55"48 | Sarah Sjöström Svezia | 7 agosto 2016 Rio de Janeiro, Brasile |
| Record dei campionati | 55"53 | Sarah Sjöström Svezia | 24 luglio 2017 Budapest, Ungheria     |

Nel corso della competizione non sono stati migliorati.

## Risultati

### Batterie
| Pos. | Batteria | Corsia | Atleta            | Nazionalità          | Tempo   | Note |
| ---- | -------- | ------ | ----------------- | -------------------- | ------- | ---- |
| 1    | 3        | 4      | Torri Huske       | Stati Uniti          | 56"82   | Q    |
| 2    | 2        | 4      | Marie Wattel      | Francia              | 57"21   | Q    |
| 3    | 4        | 4      | Zhang Yufei       | Cina                 | 57"37   | Q    |
| 4    | 3        | 5      | Claire Curzan     | Stati Uniti          | 57"48   | Q    |
| 5    | 4        | 5      | Louise Hansson    | Svezia               | 57"53   | Q    |
| 6    | 3        | 6      | Farida Osman      | Egitto               | 57"76   | Q    |
| 7    | 2        | 5      | Brianna Throssell | Australia            | 57"85   | Q    |
| 8    | 2        | 7      | Giovanna Diamante | Brasile              | 57"87   | Q    |
| 9    | 2        | 3      | Elena Di Liddo    | Italia               | 57"97   | Q    |
| 10   | 4        | 6      | Katerine Savard   | Canada               | 58"22   | Q    |
| 11   | 4        | 7      | Angelina Köhler   | Germania             | 58"44   | Q    |
| 12   | 2        | 6      | Rebecca Smith     | Canada               | 58"65   | Q    |
| 13   | 3        | 3      | Lana Pudar        | Bosnia ed Erzegovina | 58"90   | Q    |
| 14   | 4        | 3      | Anna Ntountounaki | Grecia               | 59"13   | Q    |
| 15   | 4        | 1      | Quah Jing Wen     | Singapore            | 59"29   | Q    |
| 16   | 4        | 2      | Laura Stephens    | Gran Bretagna        | 59"46   | Q    |
| 17   | 3        | 1      | María José Mata   | Messico              | 59"58   |      |
| 18   | 4        | 8      | Tamara Potocká    | Slovacchia           | 1'00"12 |      |
| 19   | 3        | 8      | Olivia Borg       | Samoa                | 1'01"19 |      |
| 20   | 2        | 1      | Luana Alonso      | Paraguay             | 1'01"25 |      |
| 21   | 2        | 8      | Jasmine Alkhaldi  | Filippine            | 1'01"34 |      |
| 22   | 2        | 0      | Julimar Ávila     | Honduras             | 1'02"20 |      |
| 23   | 4        | 0      | Lê Thị Mỹ Lệ      | Vietnam              | 1'02"48 |      |
| 24   | 3        | 0      | Isabella Alas     | El Salvador          | 1'02"83 |      |
| 25   | 2        | 9      | Lucero Mejía      | Guatemala            | 1'04"98 |      |
| 26   | 4        | 9      | Lia Ana Lima      | Angola               | 1'06"51 |      |
| 27   | 3        | 9      | Aniqah Gaffoor    | Sri Lanka            | 1'07"79 |      |
| 28   | 1        | 4      | Hayley Hoy        | eSwatini             | 1'10"15 |      |
| 29   | 1        | 6      | Mia Lee           | Guam                 | 1'13"32 |      |
| 30   | 1        | 5      | Charissa Panuve   | Tonga                | 1'15"01 |      |
| 31   | 1        | 3      | Daniella Nafal    | Palestina            | 1'18"67 |      |
| -    | 2        | 2      | Kim Seo-yeong     | Corea del Sud        | -       | dns  |
| -    | 3        | 2      | Maria Ugolkova    | Svizzera             | -       | dns  |
| -    | 3        | 7      | Dalma Sebestyén   | Ungheria             | -       | dns  |

### Semifinali
| Pos. | Semifinale | Corsia | Atleta            | Nazionalità          | Tempo | Note |
| ---- | ---------- | ------ | ----------------- | -------------------- | ----- | ---- |
| 1    | 2          | 4      | Torri Huske       | Stati Uniti          | 56"29 | Q    |
| 2    | 1          | 4      | Marie Wattel      | Francia              | 56"80 | Q    |
| 3    | 1          | 5      | Claire Curzan     | Stati Uniti          | 56"93 | Q    |
| 4    | 2          | 6      | Brianna Throssell | Australia            | 56"96 | Q    |
| 5    | 2          | 3      | Louise Hansson    | Svezia               | 56"97 | Q    |
| 6    | 2          | 5      | Zhang Yufei       | Cina                 | 57"03 | Q    |
| 7    | 2          | 1      | Lana Pudar        | Bosnia ed Erzegovina | 57"67 | Q    |
| 8    | 1          | 3      | Farida Osman      | Egitto               | 57"91 | Q    |
| 9    | 1          | 1      | Anna Ntountounaki | Grecia               | 57"93 |      |
| 10   | 1          | 6      | Giovanna Diamante | Brasile              | 57"94 |      |
| 11   | 1          | 2      | Katerine Savard   | Canada               | 57"98 |      |
| 12   | 1          | 7      | Rebecca Smith     | Canada               | 58"15 |      |
| 13   | 2          | 2      | Elena Di Liddo    | Italia               | 58"44 |      |
| 14   | 2          | 7      | Angelina Köhler   | Germania             | 58"46 |      |
| 15   | 1          | 8      | Laura Stephens    | Gran Bretagna        | 58"71 |      |
| 16   | 2          | 8      | Quah Jing Wen     | Singapore            | 59"42 |      |

### Finale
| Pos.    | Corsia | Atleta            | Nazionalità          | Tempo | Note |
| ------- | ------ | ----------------- | -------------------- | ----- | ---- |
| Oro     | 4      | Torri Huske       | Stati Uniti          | 55"64 |      |
| Argento | 5      | Marie Wattel      | Francia              | 56"14 |      |
| Bronzo  | 7      | Zhang Yufei       | Cina                 | 56"41 |      |
| 4       | 2      | Louise Hansson    | Svezia               | 56"48 |      |
| 5       | 3      | Claire Curzan     | Stati Uniti          | 56"74 |      |
| 6       | 6      | Brianna Throssell | Australia            | 56"98 |      |
| 7       | 8      | Farida Osman      | Egitto               | 57"66 |      |
| 8       | 1      | Lana Pudar        | Bosnia ed Erzegovina | 58"44 |      |